# 小林一大
小林 一大（こばやし かずひろ、1973年6月12日 - ）は、日本の政治家、僧侶（真言宗智山派）。自由民主党所属の参議院議員（1期）、防衛大臣政務官兼内閣府大臣政務官。新潟県議会議員を4期務めた。

## 来歴

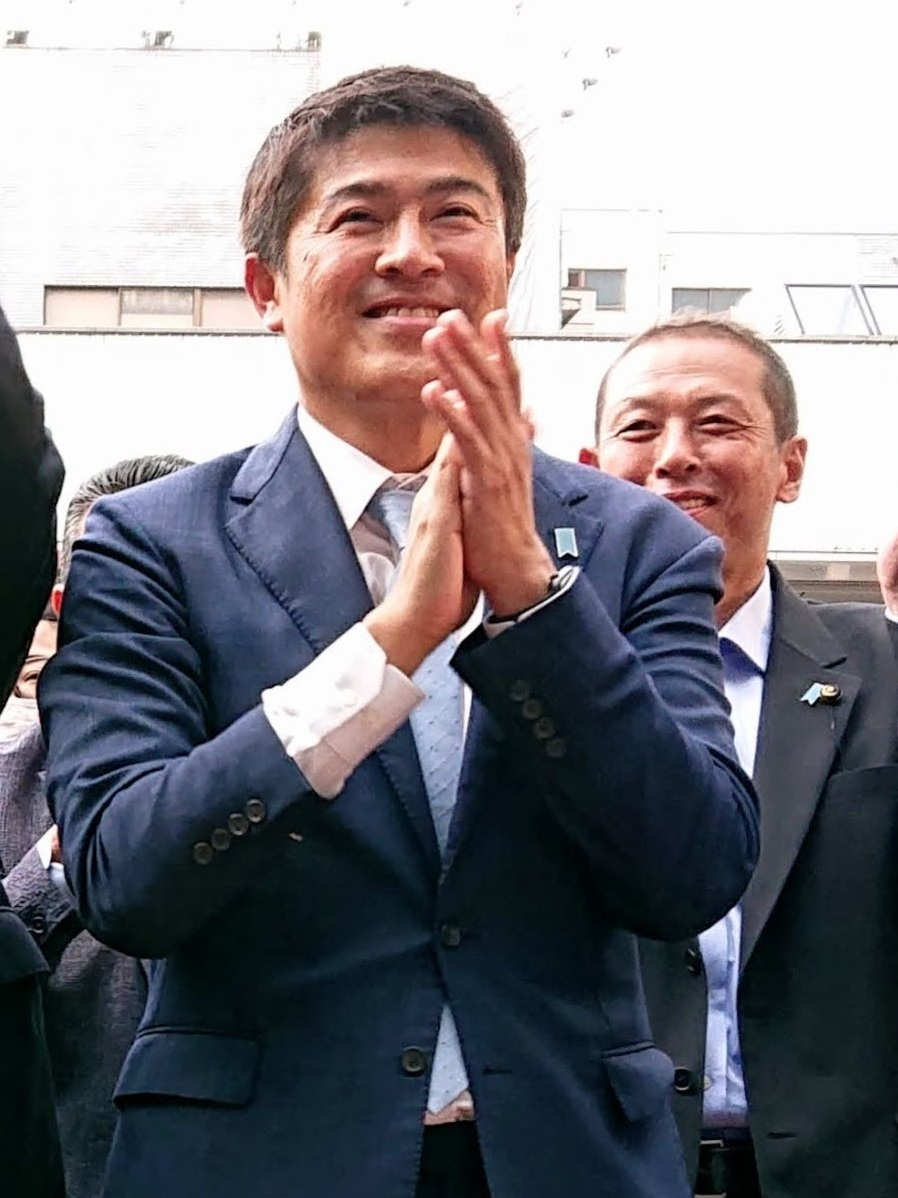
2022年6月（49歳）

新潟県新潟市出身。新潟県立新潟高等学校、東京大学経済学部経済学科卒業後、東京海上火災保険株式会社に入社した。2004年に父で元新津市長の小林一三が県知事選で2度目の落選をしたことを転機に帰郷を考えるようになり、2005年に退職し、家業の普談寺の副住職を継いだ。
2007年4月に新潟県議会議員に初当選し、その後4期務めた。2022年7月10日執行の第26回参議院議員通常選挙で新潟県選挙区から立候補し、立憲民主党の現職・森裕子らを破り初当選した。同月13日に新潟県選挙管理委員会から当選証書を受け取った。2023年3月23日、宏池会（岸田派）より入会が了承された。
2024年9月12日、自民党総裁選挙が告示され、旧岸田派からは林芳正と上川陽子の2人が立候補した。小林は林の推薦人に名を連ねた。投票日前日の9月26日22時半頃、産経新聞は、麻生太郎が1回目の投票から高市早苗を支援するよう自派閥の議員に指示を出したとスクープした。9月27日朝、岸田文雄首相は高市が決選投票に残る可能性が高いと踏み、「決選は高市氏以外。党員票が多い方に投じてほしい」と旧岸田派のメンバーに一気に指示を下ろした。高市は1回目の議員投票で、報道各社の事前調査での30～40票を大きく上回る72票を獲得した。党員数と合わせた得票数は1位だったが、決選投票で石破茂に敗れた。小林は1回目の投票は林に投じ、決選投票については、新潟放送の取材に対し、投票先を公表しなかった。
2024年11月13日、第2次石破内閣にて防衛大臣政務官兼内閣府大臣政務官に就任。

## 政策・主張

### 憲法
- 憲法改正について、2022年のNHK、毎日新聞社のアンケートで「賛成」と回答[12][13]。
- 9条改憲について、2022年の毎日新聞社のアンケートで「改正して、自衛隊の存在を明記すべきだ」と回答[13]。9条への自衛隊の明記について、2022年のNHKのアンケートで「賛成」と回答[12]。
- 憲法を改正し緊急事態条項を設けることについて、2022年のNHKのアンケートで「賛成」と回答[12]。

### 外交・安全保障
- 敵基地攻撃能力を持つことについて、2022年のNHKのアンケートで「賛成」と回答[12]。
- 普天間基地の辺野古移設について、2022年の毎日新聞社のアンケートで「賛成」と回答[13]。
- ロシアは2022年2月24日、ウクライナへの全面的な軍事侵攻を開始した[14]。日本政府が行ったロシアに対する制裁措置についてどう考えるかとの問いに対し、2022年のNHKのアンケートで「さらに強めるべきだ」と回答[12]。同年の毎日新聞社のアンケートで「制裁をより強めるべきだ」と回答[13]。
- 2022年6月7日、政府は経済財政運営の指針「骨太方針」を閣議決定した。NATO加盟国が国防費の目標としている「GDP比2％以上」が例示され、防衛力を5年以内に抜本的に強化する方針が明記された[15]。「防衛費を今後どうしていくべきだと考えるか」との問いに対し、2022年のNHKのアンケートで「ある程度増やすべき」と回答[12]。
- 徴用工訴訟問題や慰安婦問題などをめぐり日韓の対立が続くなか、関係改善についてどう考えるかとの問いに対し、2022年の毎日新聞社のアンケートで選択肢以外の回答をした[13]。

### ジェンダー
- 選択的夫婦別姓制度の導入について、2022年のNHKのアンケートで回答しなかった[12]。同年の毎日新聞社のアンケートで、選択肢以外の回答をした[13]。
- 同性婚を可能とする法改正について、2022年のNHK、毎日新聞社のアンケートで「反対」と回答[12][13]。
- クオータ制の導入について、2022年のNHKのアンケートで「反対」と回答[12]。

### その他
- アベノミクスについて、2022年の毎日新聞社のアンケートで「当面は継続すべきだ」と回答[13]。
- 「原子力発電への依存度を今後どうするべきか」との問題提起に対し、2022年のNHKのアンケートで「下げるべき」と回答[12]。
- 国会議員の被選挙権年齢の引き下げについて、2022年の毎日新聞社のアンケートで「賛成」と回答[13]。

## 所属団体・議員連盟
- 自民党たばこ議員連盟[16]
- 保守団結の会[17]
- 日本の尊厳と国益を護る会[18]

## 支援団体
- 全国たばこ販売政治連盟（2022年参院選組織推薦候補者）[19]

## 選挙
| 当落 | 選挙                     | 執行日         | 年齢 | 選挙区             | 政党       | 得票数     | 得票率 | 定数 | 得票順位 /候補者数 | 政党内比例順位 /政党当選者数 |
| ---- | ------------------------ | -------------- | ---- | ------------------ | ---------- | ---------- | ------ | ---- | ------------------ | ---------------------------- |
| 当   | 2007年新潟県議会議員選挙 | 2007年4月8日   | 33   | 新潟市秋葉区選挙区 | 無所属     | 1万7814票  | ――     | 2    | 1/3                | /                            |
| 当   | 2011年新潟県議会議員選挙 | 2011年4月10日  | 37   | 新潟市秋葉区選挙区 | 自由民主党 | 1万4136票  | ――     | 2    | 1/3                | /                            |
| 当   | 2015年新潟県議会議員選挙 | 2015年4月12日  | 41   | 新潟市秋葉区選挙区 | 自由民主党 | ――票       | ――     | 2    | /2                 | /                            |
| 当   | 2019年新潟県議会議員選挙 | 2019年4月7日   | 45   | 新潟市秋葉区選挙区 | 自由民主党 | ――票       | ――     | 2    | /2                 | /                            |
| 当   | 第26回参議院議員通常選挙 | 2022年07月10日 | 49   | 新潟県選挙区       | 自由民主党 | 51万7581票 | 50.95% | 1    | 1/4                | /                            |